# (14064) 1996 DT3
A (14064) 1996 DT3 a Naprendszer kisbolygóövében található aszteroida. Eric Walter Elst fedezte fel 1996. február 16-án.

## Kapcsolódó szócikk
- Kisbolygók listája (14001–14500)